# Йокогама-э

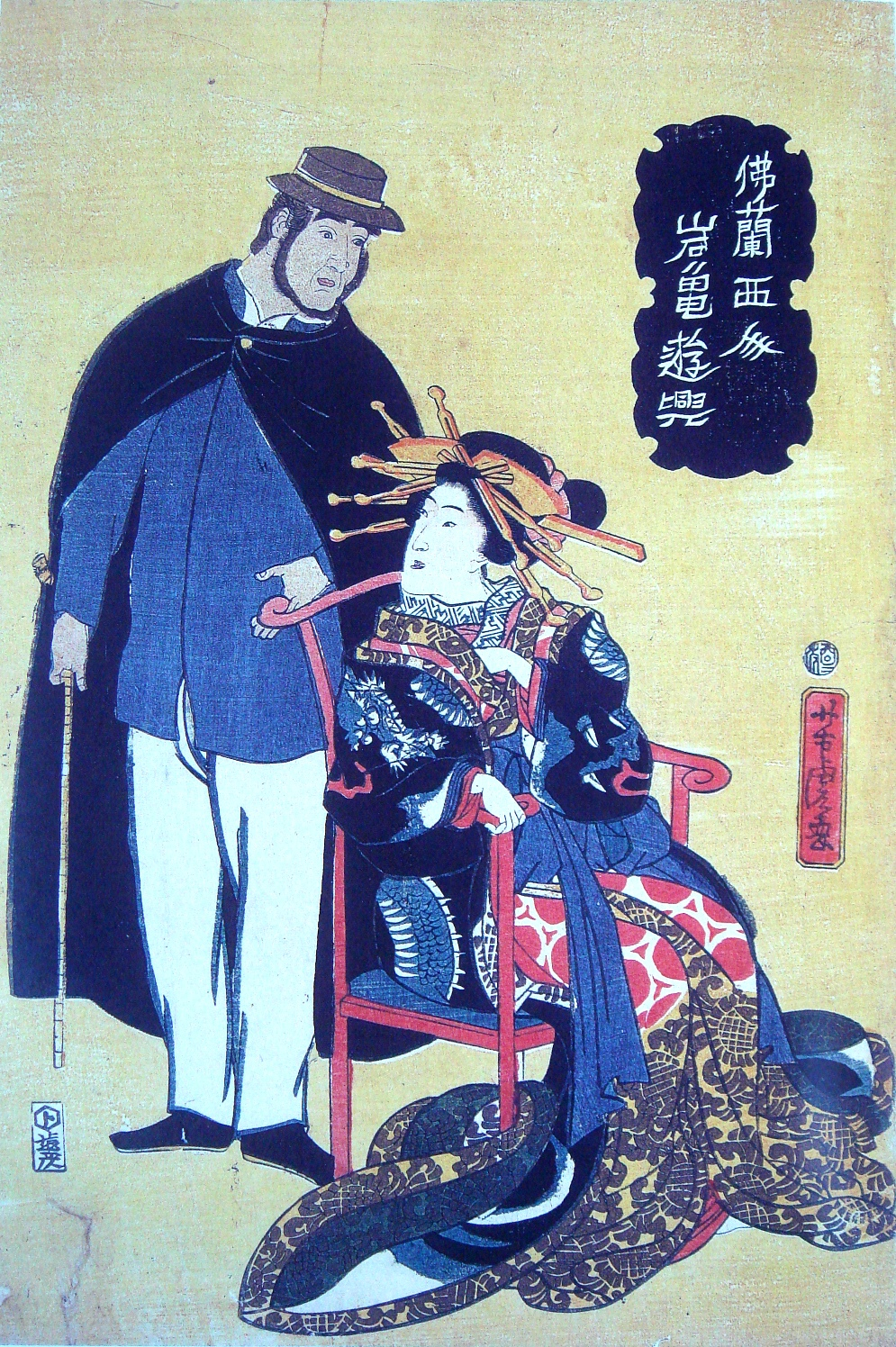
Утагава Ёситора, «Француз с гейшей», 1861.

Йокогама-э (яп. 横浜絵 Ёкохама-э, «картины о Йокогаме») — поджанр японской гравюры укиё-э, изображающий представителей разных национальностей, их обычаев и нравов, западных городов, экзотичных для Японии животных, технических новшеств. Он появился в 1859 году после завершения изоляции Японии и открытия ею своих вод для иностранных судов. Порт Йокогама стал местом притяжения для художников этого поджанра, в основном школы Утагава.

## Художники

Триптих Утагавы Кунимасы «Первый паровоз в Йокогаме», 1872.

- Утагава Ёситора
- Утагава Ёсикадзу
- Утагава Садахидэ
- Утагава Ёсимори
- Утагава III Хиросигэ